# David Bewicke-Copley
David Bewicke-Copley, född 21 september 1997, är en brittisk roddare.

## Karriär
Bewicke-Copley började med rodd när han studerade på Eton College. Bewicke-Copley studerade sedan vid Princeton University och tävlade i rodd för deras idrottsförening Princeton Tigers.
Vid U23-VM 2016 i Rotterdam var Bewicke-Copley en del av Storbritanniens lag som tog silver i åtta med styrman. Vid U23-VM 2017 i Plovdiv var han en del av Storbritanniens lag som tog brons i åtta med styrman. Vid U23-VM 2018 i Poznań var Bewicke-Copley en del av Storbritanniens lag som tog silver i åtta med styrman. Vid U23-VM 2019 i Sarasota var han en del av Storbritanniens lag som tog guld i åtta med styrman.
Under 2022 var Bewicke-Copley en del av Storbritanniens lag som tog guld i åtta med styrman vid både EM 2022 i München och VM 2022 i Račice. Vid EM 2025 i Plovdiv var han en del av Storbritanniens lag som tog guld i åtta med styrman.